# Isoeugenol
Isoeugenol es un fenilpropeno, un propenil-sustituido guayacol. Un fenilpropanoides, que se produce en los aceites esenciales de plantas tales como ylang-ylang (Cananga odorata). Se puede sintetizar a partir de eugenol y se ha utilizado en la fabricación de vainillina. Puede aparecer en que el régimen del isómero cis (Z) o trans (E). Trans (E) isoeugenol es cristalino mientras cis (Z) isoeugenol es un líquido. 